# Brionne Butler
Brionne Kierra Butler (21 gennaio 1999) è una pallavolista statunitense, centrale delle Astemo Rivale Ibaraki.

## Biografia
Nata in Louisiana e cresciuta a Kendleton (Texas), è figlia di Brian Butler e Javonne Brooks: sua madre giocava a pallavolo nella New Orleans ed è la seconda miglior marcatrice della storia della NCAA Division I.

## Carriera

### Club
La carriera pallavolistica di Brionne Butler inizia nei tornei scolastici texani con la Boling HS, disimpegnandosi anche a livello giovanile con la Houston Juniors. Dopo il diploma entra a far parte della formazione universitaria della Texas, partecipando alla NCAA Division I: dopo aver saltato la prima annata, veste la maglia delle Longhorns dal 2018 al 2021, disputando un finale nazionale e raccogliendo diversi riconoscimenti individuali.
Firma il suo primo contratto professionistico in Indonesia, disputando la Proliga 2022 con il Gresik Petrokimia. Nella stagione 2022-23 approda nella Serie A1 italiana, ingaggiata dal Chieri '76, vincendo la WEVZA Cup e la Challenge Cup; nella stagione seguente è di scena in Brasile, dove prende parte alla Superliga Série A con l'Osasco e si aggiudica il Campionato Paulista. Nel campionato 2024-25 è poi di scena nella SV.League giapponese, indossando la casacce delle Astemo Rivale Ibaraki.

### Nazionale
Fa parte delle selezioni giovanili statunitensi, aggiudicandosi la medaglia d'argento al campionato mondiale under 18 2015, seguita da un altro argento al campionato nordamericano under 20 2016, dove viene premiata come miglior centrale, e da un oro alla Coppa panamericana under 20 2017.
Nel 2019 fa il suo debutto in nazionale maggiore disputando la Coppa panamericana, aggiudicandosi la medaglia d'oro. Conquista poi il bronzo nell'edizione 2022 del medesimo torneo, a cui segue l'argento alla NORCECA Final Six 2022.

## Palmarès

### Club
- Campionato Paulista: 1

2023
- Challenge Cup: 1

2022-23
- WEVZA Cup: 1

2022

### Nazionale (competizioni minori)
- Campionato mondiale under 18 2015
- Campionato nordamericano under 20 2016
- Coppa panamericana under 20 2017
- Coppa panamericana 2019
- Coppa panamericana 2022
- NORCECA Final Six 2022

### Premi individuali
- 2016 - Campionato nordamericano under 20: Miglior centrale
- 2018 - NCAA Division I: Provo Regional All-Tournament Team
- 2020 - All-America First Team
- 2020 - NCAA Division I: Omaha National All-Tournament Team
- 2021 - All-America First Team
- 2021 - NCAA Division I: Austin Regional All-Tournament Team